# Horoskop
Ett horoskop är en astrologisk beskrivning av en människas liv och personlighet på grundval av stjärnhimlens utseende geocentriskt (sett från jorden) vid hennes födelse.
Horoskop är grekiska för "bild av timmen" och är i grunden en ögonblicksbild av hur stjärnhimlen såg ut vid en viss tidpunkt och från en viss plats. Födelsehoroskopet räknas ut för en persons exakta födelsetid och födelseort. Genom att tolka i synnerhet planeternas positioner och vinklarna mellan dem, "aspekter", ska födelsehoroskopet fungera som en karta eller ett schema över en människas personlighet och öde. Det finns dock inget vetenskapligt stöd för att horoskop skulle ge någon kunskap om människors liv.
Fram till modern tid var det i Europa sällsynt att horoskop ställdes för enskilda personer, om dessa inte var kungar eller furstar. Astrologin tillämpades för att försöka förutsäga händelser av betydelse för hela riket. Detta kallas mundan astrologi[källa behövs], världsastrologi, och tillämpas fortfarande. Dock blev under 1900-talet födelsehoroskopet för enskilda personer betydligt vanligare, medan den mundana astrologin förlorade sin betydelse redan i och med den vetenskapliga revolutionen och dess landvinningar.
Även i historisk tid har astrologin och förutsägelser via horoskop ifrågasatts, men dess trovärdighet sjönk framför allt i och med att den antika geocentriska världsbilden, med jorden som universums centrum, byttes till en heliocentrisk, med solen i mitten av solsystemet och planeterna kretsande kring den. I och med att jorden inte längre utgjorde alltings mitt var det svårt att hävda att stjärnhimlen tjänade som kodad information åt dess invånare.
Astrologins horoskoptolkning går traditionellt ut på att beskriva innebörden av i vilket stjärntecken  i zodiaken och vilket hus som solen, månen, Pluto och planeterna Merkurius, Venus, Mars, Jupiterl, Saturnus, Uranus och Neptunus befinner sig. Även positionen för Ascendenten, Medium coeli och månknutarna tolkas, likaså vilka vinkelförhållanden ("aspekter") himlakropparna i detta ögonblick har i förhållande till varandra.

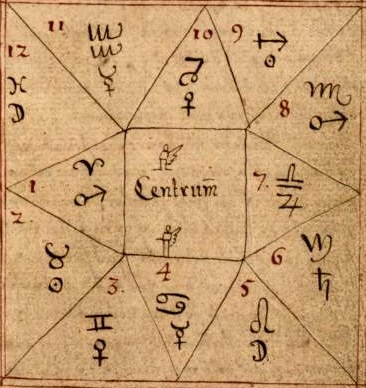
Exempel: Kuverthoroskop från ett isländskt 1700-talsmanuskript.

Den moderna västerländska astrologin och dess horoskop utgår från Klaudios Ptolemaios bok Tetrabiblos från 100-talet e.Kr., där grunderna för den antika grekiska astrologin presenteras. Vad som har tillkommit sedan hans tid är framför allt andra hussystem (Ptolemaios tillämpade lika-hus-systemet där varje hus är 30°), såsom Placidus och Regiomontanus, samt de yttre planeterna, som inte kan ses med blotta ögat: Uranus upptäcktes på 1700-talet och Neptunus på 1800-talet. Pluto, som inte är en planet upptäcktes på 1900-talet. En annan ändring är hur horoskop tecknas grafiskt. Förr användes kuverthoroskop, med ett nätverk av trianglar i en kvadrat som representerar husen, medan det moderna horoskopet tecknas cirkulärt, med födelseplatsen i centrum och zodiaken markerad i cirkelns periferi.
Under den andra hälften av 1900-talet växte en förenklad astrologi fram i pressen, där horoskopet utgjordes blott av soltecken, den stjärnbild solen befann sig i vid födelsen. Därmed kunde horoskoptolkningen reduceras till tolv korta texter. Den traditionella astrologin fortlever dock och har fått en ökad spridning genom att datorn och sedan Internet kommit med resurser för bekväm uträkning av horoskop. Dessförinnan gjordes sådan beräkning med hjälp av efemerider, tabeller över planetpositioner vid olika datum.

## Horoskop i pressen
Sunday Express i Storbritannien, systertidning till Daily Express, började publicera horoskop på 1930-talet. Av svenska dagstidningar var Expressen först 1960, följd av Aftonbladet 1961.

## Planeterna
Dessa tio himlakroppars positioner i zodiaken och husen, samt vinklarna mellan dem (aspekter) är de viktigaste inslagen i tolkning av horoskop. Var och en av dem representerade i det antika Grekland och Rom en gudom, vilket också var fallet i andra kulturers astrologi med andra gudar för samma himlakroppar. Den västerländska astrologin utnämner även var och en av himlakropparna till "härskare" över ett eller två stjärntecken, för att deras egenskaper anses vara besläktade eller ömsesidigt stimulerande. Därmed kan också varje himlakropp sägas vara särskilt förknippad med det eller de hus som motsvarar stjärntecknet i fråga, vilket dock i astrologisk tolkning inte ges samma betydelse som när planeten befinner sig i stjärntecknet den sägs härska över. Det talas ibland i astrologin även om stjärntecken i vilka himlakropparna "exalterar", som också är en förstärkt position för dem i horoskopet.
| Namn      | Symbol             | Representerar | Stjärntecken              | Hus         |
| --------- | ------------------ | ------------- | ------------------------- | ----------- |
| Solen     | Sol                | Helios        | Lejonet                   | 5:e         |
| Månen     | First quarter moon | Diana         | Kräftan                   | 4:e         |
| Merkurius | Mercury            | Hermes        | Tvillingarna och Jungfrun | 3:e och 6:e |
| Venus     | Venus              | Venus         | Oxen och Vågen            | 2:a och 7:e |
| Mars      | Mars               | Mars          | Väduren                   | 1:a         |
| Jupiter   | Jupiter            | Jupiter       | Skytten                   | 9:e         |
| Saturnus  | Saturn             | Saturnus      | Stenbocken                | 10:e        |
| Uranus    | Uranus             | Uranos        | Vattumannen               | 11:e        |
| Neptunus  | Neptune            | Neptunus      | Fiskarna                  | 12:e        |
| Pluto     | Pluto              | Pluto         | Skorpionen                | 8:e         |

I horoskopet markeras även andra punkter än de fysiska himlakropparna. Av störst betydelse bland dessa är ascendenten (förkortat AC eller Asc) och Medium Coeli (förkortat MC). Ascendenten är den punkt på zodiaken som markeras av den östra horisonten vid den tid och på den plats som horoskopet upprättas för. Utifrån den punkten, som är start för 1:a huset, markeras de tolv husen. Medium Coeli, även kallad "Mitthimlen", är den högsta punkten på zodiaken vid samma tidpunkt. I en del hussystem, såsom Placidus och Regiomontanus bildar MC start för 10:e huset, medan den i lika-hus-systemet även kan hamna på annan plats i 10:e huset eller intilliggande hus.
- Aˢᶜ Ascendenten
- Mᶜ Medium coeli

Även andra punkter och himlakroppar kan förekomma i horoskopet, beroende på varje astrologs preferenser, såsom:
- Ceres Ceres

## Zodiaken
Horoskopet är indelat i de tolv stjärntecknen, som tillsammans kallas zodiaken. Av hela cirkelns 360° utgör varje stjärntecken 30°. Dessa är Väduren, Oxen, Tvillingarna, Kräftan, Lejonet, Jungfrun, Vågen, Skorpionen, Skytten, Stenbocken, Vattumannen och Fiskarna.
Deras ordning på stjärnhimlen motsvaras ungefärligt av stjärnbilderna med samma namn men inte exakt, eftersom de senare kan ha större eller mindre utsträckning än 30°. Inte heller har de samma plats på stjärnhimlen, eftersom zodiaken utgår från att solens position vid vårdagjämningen förblir 0° Väduren, medan den i realiteten sakta förflyttar sig bakåt genom zodiaken till följd av precessionen. Det är något som har varit känt länge bland astrologer och föranleder den västerländska astrologin att tala om Vattumannens tidsålder, eftersom solens position vid vårdagjämningen efter cirka 2000 års färd genom Fiskarnas tecken närmar sig Vattumannen.
Zodiakens tolv stjärntecken tilldelas i astrologin vissa egenskaper, såsom att vart och ett av dem har sin härskande och exalterande planet (se ovan). Dessutom anses de tillhöra något av de fyra grekiska elementen eld, jord, luft och vatten, samt de tre tillstånden kardinal (ledande), fast och rörlig. Elementen och tillstånden fördelar sig så att varje stjärntecken har en unik kombination av dem, vilket förklarar vilka karaktärer de har och hur de ska tolkas i horoskopet.

## Husen

Husnumren i horoskopet

Man delar också in horoskopet i 12 delar som kallas hus. De tolv husen i ett horoskop motsvarar vart och ett en viss del av en persons liv och påverkas av vilket/vilka stjärntecken de befinner sig i, samt av vilka planetpunkter som befinner sig i just det huset. Ascendentens position bestämmer var det första huset börjar och det tolfte slutar, likaså befinner sig alltid Descendenten på gränsen mellan det sjätte och sjunde huset.
Där finns en mängd olika metoder för att räkna fram övriga husgränser, beroende på vilket hussystem man använder. Det äldsta hussystemet i västerländsk astrologi är lika-hus-systemet, där varje hus ges samma utbredning om 30°. Detta var vad Ptolemaios tillämpade. Under renässansen tillkom Placidus och Regiomontanus, som båda har olika stora hus och startpunkt för 10:e huset där Medium Coeli befinner sig. Det är dock alltid så att motstående hus är lika stora, exempelvis 1:a och 7:e huset, 2:a och 9:e, och så vidare. I modern astrologi är Placidus jämte lika-hus de vanligaste hussystemen.
Husens betydelse: 1.: liv, ego; 2. hus: ägodelar; 3. hus: bröder, systrar, kommunikation; 4. hus: hem, familj; 5. hus: nöjen, kreativitet, barn; 6. hus: hälsa, arbete; 7. hus: äktenskap, affärsrelationer; 8. hus: dödsfall, sexualitet; 9. hus: utbildning, resor; 10. hus: status, ambition; 11.hus: Vänner, önskningar. 12. hus: avskildhet, institutioner.

## Aspekter
I horoskopet markeras vissa vinklar mellan planeter och andra punkter, för att de anses vara av särskild betydelse i tolkningen av horoskopet. De vanligast förekommande aspekterna i västerländsk astrologi är de fem som specificerades av Klaudios Ptolemaios: konjunktion (0°), opposition (180°), trigon (120°), kvadratur (90°) och sextil (30°). Astrologer tillämpar olika noggrannhet för att räkna en vinkel som en av aspekterna. Sålunda kan till exempel en trigon vara mellan 118° och 122° i en sträng bedömning, eller så mycket som mellan 110° och 130° i en generös. Det förekommer även andra aspekter i astrologin, vilka dock är mindre vanligt använda. Dit hör exempelvis kvintil (72°), semisextil (30°) och quincunx (150°). Det är vanligt i astrologin att beskriva trigon och sextil som välgörande, medan opposition och kvadratur betraktas som illavarslande.